# 東京よみうりカントリークラブ
東京よみうりカントリークラブ（とうきょうよみうりカントリークラブ）は、東京都稲城市にあるゴルフ場。運営母体は株式会社よみうりランド。

## 概要
1964年に完成。設計者は井上誠一。翌1965年からは読売国際オープンやゴルフ日本シリーズ、ワールドレディスチャンピオンシップなど、数多くのプロゴルフトーナメントが開催されている。なお、類似する名称であるよみうりゴルフ倶楽部は全くの別コースである。

## コースの特徴
本コースの18番ホールは池越えの名物ホール（224ヤード・PAR3）であり、しばしば「魔の18番」と言われている。グリーンは奥から手前にむけて強烈に傾斜しており、ピンよりも奥に行ってしまうと、パーセーブが非常に困難になる。またグリーンをはずしても傾斜の関係でアプローチが難しく、バンカーに入れてもパーセーブは非常に困難である。なのでピンの手前から攻めるのが鉄則である。
また本コースで開催されているゴルフ日本シリーズ、そしてかつて開催されていたワールドレディスチャンピオンシップでは優勝争いの決着をつけるこの最終18番ホールで数々の名勝負・名場面のドラマが繰り広げられ、ゴルフファンには馴染み深いホールでもある。
日本国内でのゴルフトーナメント開催コースで最終18番ホールがパー3なのはこのコースが唯一であり、世界的にみても非常に珍しいがコースの難易度からして十分に最終ホールとしての機能を果たしているといえよう。

## コースレコード
- 男子：チップ・ベック（ アメリカ合衆国）

スコア 62（OUT：32 IN：30）
達成日 1989年11月5日（ゴルフ世界選手権）
- 女子：カリー・ウェブ（ オーストラリア）

スコア 64（OUT：32 IN：32）
達成日 2000年5月6日（ワールドレディスゴルフトーナメント）
第58回 ゴルフ日本シリーズ JTカップ 2021年12月撮影
- クラブハウス（コース側）
- クラブハウス（コース側）
- クラブハウス（エントランス側）
- 打ち放し練習場
- 打ち放し練習場